# Нитрены
Нитрены — нестабильные соединения формально одновалентного азота с общей формулой RN:, где R = Alk, Ar, NR2', OR', CN и др. Среди нитренов выделяют аминонитрены и оксинитрены. 
Нитрены являются высокореакционными интермедиатами — азотистыми аналогами карбенов. Как и карбены, нитрены могут находиться как в триплетном, так и в синглетном состоянии. Ввиду нестойкости нитренов их изучение возможно с помощью физико-химических методов исследования: флеш-фотолизом, методом матричной изоляции.

## Синтез нитренов
Нитрены получают несколькими способами:
- термолиз или фотолиз азидов и ряда других соединений

{\displaystyle {\mathsf {R{\text{-}}{\ddot {N}}{\text{-}}Z\ {\xrightarrow[{}]{^{o}t,h\nu }}\ R{\ddot {N}}+Z,\ Z=N_{2},NR_{3}',C_{5}H_{5}N,OP(OR')_{3},S(CH_{3})_{2}}}}
- взаимодействием O-арилсульфонилгидроксиламинов и их производных с основаниями

{\displaystyle {\mathsf {RNXY\ {\xrightarrow[{-BX}]{+B}}\ RNY\rightarrow \ RN{\text{:}}+Y^{-},\ X=H,Na;Y=OSO_{2}Ar,Hal}}}
- Частичное восстановление нитросоединений и нитрозосоединений

{\displaystyle {\mathsf {RNO\ {\xrightarrow[{-R'_{3}PO}]{+R'_{3}P}}\ RN{\text{:}}}}}

## Свойства
Химические свойства нитренов зависят от их электронного строения. Нитрены способны вступать в следующие реакции:
- отрыв атомов водорода от других соединений с образованием аминов (для триплетных нитренов)

{\displaystyle {\mathsf {RN{\text{:}}\ {\xrightarrow[{}]{R^{1}H}}\ R{\dot {N}}H\ {\xrightarrow[{}]{R^{1}H}}\ RNH_{2}}}}
{\displaystyle {\mathsf {RN{\text{:}}\ {\xrightarrow[{}]{R^{1}H}}\ R{\text{-}}NH{\text{-}}R^{1}}}}
- внедрение по C-H связи (для синглетных нитренов)
- присоединение к кратным связям

- перегруппировки (например, изомеризация в имины)

{\displaystyle {\mathsf {R_{3}C{\ddot {N}}\rightarrow R_{2}C{\text{=}}NR,\ R=H,Alk}}}

## Применение
Реакции с участием нитренов применяются в органическом синтезе, например, в синтезе производных азиридина.